# Espeletiopsis pannosa
Espeletiopsis pannosa là một loài thực vật có hoa trong họ Cúc. Loài này được (Standl.) Cuatrec. mô tả khoa học đầu tiên năm 1976.